# Candelífera
Candelífera (em latim: Candelifera, na mitologia romana, foi uma deusa do parto. Era em geral associada à Lucina e Carmenta. A mitologia romana inicial focava nas inter-relações complexas e  integradas entre deuses e humanos. Nesta, os romanos mantinham uma grande seleção de divindades com áreas não usualmente específicas de autoridade. Um subgrupo de deidades cobria o domínio da primeira e demais infâncias. Nesta área, Candelífera era chamada de guardiã geral e deidade tutelar para guiar os nascituros à Lucina e à experiência da primeira visão da criança.